# Unga (despoblat)
Unga (Unangam tunuu: Uĝnaasaqax̂) és una ciutat fantasma a l'Illa Unga, a l'Aleutians East Borough de l'estat d'Alaska, a uns dos quilòmetres a l'oest de Sand Point. L'illa fa 24 km de llargada i la seva màxima elevació és de 18 msnm.

## Història
Fou fundat pels aleutians el 1833 i va rebre el nom de Delarov, en referència a Evstratii Ivanovich Delarov de la Companyia Xélikhov-Gólikov, amb una població de 116 habitants. El poble fou informat com Ougnagok per FP Lutke el 1836.

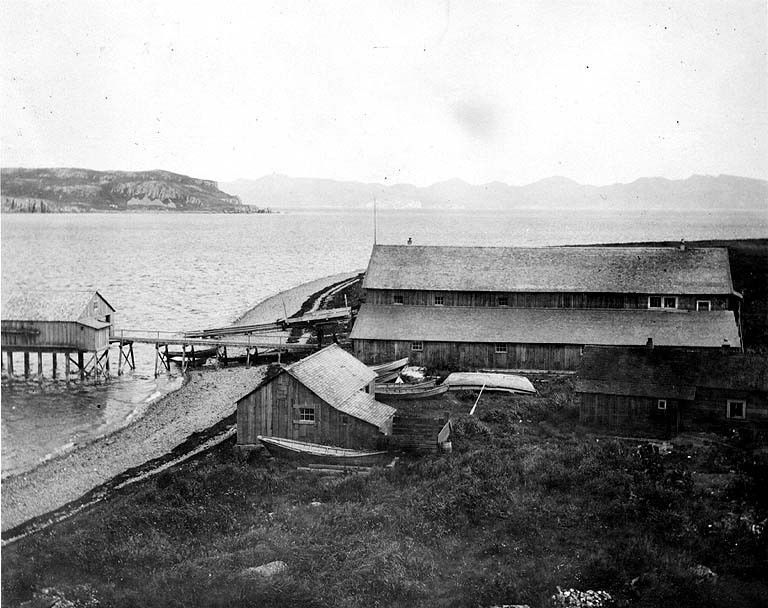
Estació Alaska Codfish Co. a Squaw Harbour, illa Unga, agost de 1913

El 1888 s'hi establí la primera oficina de correus i el 1890 s'hi establí l'Apollo Mining Co. El 1894, el seu nom fou canviat per Unga. L'oficina de correus va ser tancada l'any 1958. L'any 1969 la darrera família marxà d'Unga. La majoria de la gent que deixà Unga es traslladà a Sand Point.

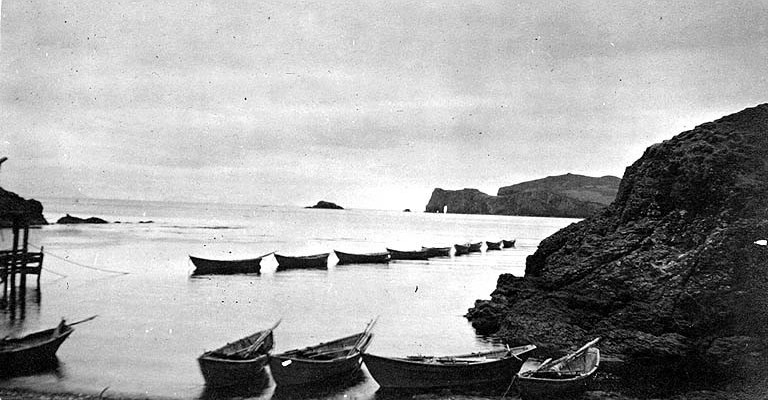
Fotografia de vaixells de pesca a Unga de John Nathan Cobb

## Demografia
Unga apareix per primer cop al cens dels EUA de 1880 com el poble no incorporat de "Ounga". Amb 185 residents, 101 eren aleutians, 69 criolls (mestissos de russos i nadius) i 15 eren blancs. El líder de la ciutat era conegut com el Unga Wizard (mag Unga). El 1890 consta amb la grafia actual d'Unga i també incloïa l'estació de pesca d'Oakland, la mina Apollo i la mina Squaw Harbour. Dels 159 residents, 109 eren criolls, 48 blancs i dos asiàtics (curiosament, no apareixien aleutians ni nadius no criolls). Apareix a cada cens successiu fins al 1960. Desapareix del cens el 1970. Fou designada com a Àrea Estadística de Pobles Natius d'Alaska (Native Village Statistical Area, ANVSA) el 1980, però estava deshabitada. Des de llavors no s'ha tornat a informar.